# Серпентиненият танц на Анабел
„Серпентиненият танц на Анабел“ (на английски: Annabelle Serpentine Dance) е американски късометражен документален ням филм от 1895 година на режисьорите Уилям Кенеди Диксън и Уилям Хейс с участието на бродуейската танцьорка Анабел Мур. Филмът е заснет в студиото Блек Мария при лабораториите на Томас Едисън в Ню Джърси първоначално като черно-бял, а впоследствие е ръчно оцветен, кадър по кадър, което му придава по-голям колорит.

## Сюжет
Анабел Мур танцува пред камерата, облечена в дълга и ефирна рокля. На гърба ѝ са закачени крила на пеперуда, а в косата ѝ са вплетени тези на Меркурий. Усмихвайки се, тя размахва ръце и рита с крака във въздуха, след което се завърта около себе си. На заден план се вижда втора танцьорка, облечена в дълга рокля и държаща пръчки в двете си ръце. Ефирните ръкави на роклята ѝ, спускащи се над ръцете, докато размахва пръчките, придават още по-голям ефект на сцената.

## В ролите
- Анабел Мур